# Gardenia cuneata
Gardenia cuneata là một loài thực vật có hoa trong họ Thiến thảo. Loài này được Kurz mô tả khoa học đầu tiên năm 1877.